# Phyllodoce pusilla
Phyllodoce pusilla är en ringmaskart som först beskrevs av Jean Louis René Antoine Édouard Claparède 1870.  Phyllodoce pusilla ingår i släktet Phyllodoce och familjen Phyllodocidae. Inga underarter finns listade i Catalogue of Life.